# Рокі Джонсон
Рокі Джонсон (справжнє ім'я Уейд Дуглас Боулз; 24 серпня 1944 — 15 січня 2020) — колишній професійний борець. Також відомий як батько актора та професійного борця Дуейна «The Rock» Джонсона. Досить великих успіхів Рокі досягає в 1970-1980-х роках, під час своїх виступів у World Wrestling Entertainment. Разом зі своїм партнером Тоні Атласом, став частиною first black tag team, щоб здобути перемогу у World Wrestling Entertainment (WWE).

## Раннє життя
Народився 24 серпня 1944 р. в м. Амхерст, Канада. Він виховувався у сім'ї Ліліан і Джеймса Боулз, де було п'ятеро синів. Уейд був четвертим. Його предками були раби, що втекли з півдня Америки. У віці 16-ти років, Джонсон переїхав у Торонто, Онтаріо, де він працював водієм вантажівки та почав боротися. З самого початку юнак почав тренуватися, щоб стати боксером та зрівнятися з такими зірками, як Мухаммед Алі та Джордж Форман, але його завжди зачаровував реслінг.

## Професійна кар'єра
Для участі у багатьох боях та акціях Уейд Дуглас узяв собі сценічний псевдонім «Soulman» Rocky Johnson.

## National Wrestling Alliance
Свою професійну кар'єру реслера Джонсон розпочав в середині 1960-х років. В середині 70-х він стає головним кандидатом у National Wrestling Alliance, здобув титул, змагаючись з тодішніми світовими чемпіонами Тері Фанком і Харлі Рейсом. Здобувши перемогу в кількох регіональних чемпіонатах tag team у NWA, довів, що має право зайняти своє місце у tag team wrestling.

## World Wrestling Entertainment
У 1983 році він почав кар'єру у World Wrestling Entertainment, де почав ворогувати з Деном Мурако, Грегом Валентіном, Майком Шарпом, Бадді Роузом та Адріаном Адонісом. Згодом знайшов собі як партнера для боїв Тоні Атласа. Разом утворили команду та стали відомі як «The Soul Patrol».

## Пенсійні
Після відходу на пенсію в 1991 році, Джонсон разом з Петом Паттерсоном, тренував свого сина Дуейна. Спочатку батько був проти ідеї вступу сина до цього бізнесу, мотивуючи тим, що знає, який важкий шлях йому доведеться пройти, але згодом він погодився.
Помер 15 січня 2020 року у віці 75 років.